# Subete ga F ni Naru
Subete ga F ni Naru (すべてがFになる; lit. Tudo se transformará em F) é um romance de mistério escrito por Hiroshi Mori. Foi adaptado para manga, visual novel e drama live-action. A adaptação em anime foi feita pelo estúdio A-1 Pictures e estreou a 8 de outubro de 2015, e nos países lusófonos foi transmitida simultaneamente pela Crunchyroll.

## Enredo
A história gira em torno de Sōhei Saikawa, um membro do Laboratório de Pesquisa Saikawa. Ele tira férias do laboratório e Moe Nishinosono, a filha do seu mentor, junta-se ao grupo nas suas férias, apesar de não fazer parte do laboratório. Lá, os dois acabam encontrando um cadáver. E ambos trabalham em conjunto para resolver o mistério que se torna um caso de assassinato em série.

## Personagens
Sōhei Saikawa (犀川 創平, Saikawa Sōhei)
Intérprete: Yasuyuki Kase (anime), Shigeru Shibuya (visual novel), Gō Ayano (drama)
Shiki Magata (真賀田 四季, Magata Shiki)
Intérprete: Ibuki Kido (anime), Satomi Kōrogi (visual novel), Akari Hayami (drama)
Moe Nishinosono (西之園 萌絵, Nishinosono Moe)
Intérprete: Atsumi Tanezaki (anime), Sanae Kobayashi (visual novel), Emi Takei, Ai Uchida (jovem) (drama)
Seiji Shindō (新藤清二, Shindō Seiji)
Intérprete: Shunsuke Sakuya (anime), Ken Yamaguchi (visual novel), Norimasa Fuke (drama)
Yumiko Shindō (新藤 裕見子, Shindō Yumiko)
Intérprete: Sayaka Kobayashi (anime), Kumiko Fujiyoshi (drama)
Yukihiro Yamane (山根 幸宏, Yamane Yukihiro)
Intérprete: Tatsuhisa Suzuki (anime), Takashi Yoshida (visual novel), Go Riju (drama)
Tomihiko Yuminaga (弓永 富彦, Yuminaga Tomihiko)
Intérprete: Bin Sasaki (anime), Toshihiro Shigetsuka (visual novel), Yasuto Kosuda (drama)
Kentarō Itō (伊藤健太郎, Itō Kentarō)
Intérprete: Chikara Mizutani (anime)
Ayako Shimada (島田 綾子, Shimada Ayako)
Intérprete: Yōko Hikasa (anime)
Toshiki Mochiduki (望月 俊樹, Mochiduki Toshiki)
Intérprete: Hiroshi Shimozaki (anime)
Satoshi Hasebe (長谷部 聡, Hasebe Satoshi)
Intérprete: Atsushi Imaruoka (anime)
Miki Magata
Intérprete: Yūko Kaida (anime)
Momoko Kunieda (国枝 桃子, Kunieda Momoko)
Intérprete: Hōko Kuwashima (anime)
Fukashi Hamanaka (浜中 深志, Hamanaka Fukashi)
Intérprete: Taishi Murata (anime)
Setsuko Gidō
Intérprete: Yui Horie  (anime)
Suwano
Intérprete: Katsumi Chō  (anime)

## Média

### Romance
Ganhou o Prémio Mephisto por romances de género fictícios inéditos e foi publicado pela Kodansha. É o primeiro volume da série S&M (Professor Saikawa e sua estudante Moe). Nove volumes complementares foram publicados entre 1996 e 1998. Há também alguns contos que pertencem à série S&M. Um desses intitulado "The Rooftop Ornaments of Stone Ratha", foi traduzido em inglês e publicado pela Breakthrough Bandwagon Books em outubro de 2015.

### Manga
A adaptação para manga foi desenhada por Torao Asada e publicada na revista Comic Birz pela Gentosha em 2001.

### Jogo eletrónico
A adaptação da visual novel para PlayStation foi desenvolvida pela Kindle Imagine Develop e lançada em março de 2002.

### Live-action
A série de televisão japonesa intitulada The Perfect Insider foi transmitida entre outubro e dezembro de 2014 e teve dez episódios. Foi protagonizada por Gō Ayano como Sohei Saikawa e Emi Takei como Moe Nishinosono.

### Anime
A série de anime foi dirigida por Mamoru Kanbe, escrita por Toshiya Ono, e produzida pela A-1 Pictures, com o character design feito por Inio Asano, estreou no bloco NoitaminA da Fuji TV a 8 de outubro de 2015. O tema de abertura é "Talking", interpretado por Kana-Boon e o tema de encerramento é "Nana Hitsuji" (ナナヒツジ), interpretado por Scenarioart. A série foi transmitida simultaneamente nos países lusófonos pela Crunchyroll. Na América do Norte foi licenciada pela Sentai Filmworks.

#### Episódios
| #  | Título                                                          | Exibição original      |
| -- | --------------------------------------------------------------- | ---------------------- |
| 1  | "Um Encontro Branco" "Shiroi menkai (白い面会)"                 | 8 de outubro de 2015   |
| 2  | "Um Encontro Casual Azul" "Aoiro no kaikō (蒼色の邂逅)"         | 15 de outubro de 2015  |
| 3  | "Uma Mágica Vermelha" "Akai mahō (赤い魔法)"                    | 22 de outubro de 2015  |
| 4  | "Um Passado da Cor do Arco-Íris" "Nijiiro no kako (虹色の過去)" | 29 de outubro de 2015  |
| 5  | "Uma Esperança Prateada" "Gin'iro no kibō (銀色の希望)"         | 5 de novembro de 2015  |
| 6  | "A Decisão Carmesim" "Shinku no ketsui (真紅の決意)"            | 12 de novembro de 2015 |
| 7  | "Um Limite Cinza" "Haiiro no kyōkai (灰色の境界)"               | 19 de novembro de 2015 |
| 8  | "Um Amanhecer Roxo" "Murasakiiro no yoake (紫色の夜明け)"       | 26 de novembro de 2015 |
| 9  | "Um Ponto Cego Amarelo" "Kiiro no Shikaku (黄色の死角)"         | 3 de dezembro de 2015  |
| 10 | "Uma Verdade Lilás" "Shion'iro no Shinjitsu (紫苑色の真実)"     | 11 de dezembro de 2015 |
| 11 | "Um Final de Semana Incolor" "Mushoku no Shūmatsu (無色の週末)" | 17 de dezembro de 2015 |